# Magnetic-Island-Nationalpark
Der Magnetic-Island-Nationalpark (engl.: Magnetic Island National Park) ist ein Nationalpark im Osten des australischen Bundesstaates Queensland.

## Lage
Der Nationalpark bedeckt mehr als die Hälfte der Insel Magnetic Island, die rund 1.122 Kilometer nordwestlich von Brisbane und 20 Kilometer nördlich von Townsville vor der Küste liegt.
Magnetic Island ist mit der Fähre in 30 Minuten vom Hafen von Townsville aus zu erreichen.

## Geschichte
Der Aboriginesstamm der Walgurukaba lebte sein Tausenden von Jahren auf der Insel und dem angrenzenden Festland. Davon zeugen heute noch Køkkenmøddinger und Reste alter Steinwerkzeuge und -kunstgegenstände.
Ihren Namen erhielt die Insel von Captain James Cook im Jahr 1770, weil dieser dachte, die Landmasse der Insel würde seinen Kompass beeinflussen. Seit der europäischen Besiedelung diente die Insel als Quelle für das Holz der Neuguinea-Araukarie (engl. Hoop Pine), als Quarantänestation für den Hafen von Townsville und bereits Anfang des 19. Jahrhunderts als Reiseziel für Touristen. Später wurden Ananasplantagen angelegt, und im Zweiten Weltkrieg wurden Festungen für die Landesverteidigung errichtet.

## Landesnatur
Die Granitinsel entstand auf dem Festlandssockel, als vor 7.500 Jahren der Meeresspiegel anstieg. Heute ist die ganze Insel von Sandstränden und Korallenriffen umgeben.

## Flora und Fauna
Die Insel ist hauptsächlich mit lichtem Eukalyptuswald bewachsen, in dem man auch Neuguinea-Araukarien und Kapokbäume findet. Auf den Kaps gibt es Reste von Regenwald und entlang der Küsten Mangrovenwälder.
An den Ständen nisten Seeschildkröten, und die Mangrovenwälder bieten Fischen einen guten Lebensraum. In den Seegraswäldern vor den Küsten der Insel leben Dugongs. Im Landesinneren kann man Felskängurus beobachten, und in den Wäldern sieht man mit etwas Glück Koalas. Die Bushtriele (Burhinus grallarius) sind auf Magnetic Island immer noch häufig anzutreffen.

## Einrichtungen und Zufahrt
Zelten ist im Nationalpark nicht gestattet. Es gibt aber viele Wanderwege und Picknickplätze auf der Insel.